# Аби Глайнс
Аби Глайнс (на английски: Abbi Glines) е американска писателка на бестселъри в жанра еротичен любовен роман и фентъзи.

## Биография и творчество
Абигейл „Аби“ Потс Глайнс е родена на 14 април 1977 г. в Бирмингам, Алабама, САЩ. Израства в Съмитон. След завършване на гимназията се омъжва за приятеля си Кийт Остин Глайнс. Има четири деца – Кийт Глайнс младши, Анабел Глайнс и Ава Глайнс. Разделят се през 2015 г. С новия си партньор Джак Съливан имат син – Емерсън Пиърс Съливан.
Работи като журналист за „Ню Йорк Таймс“, „USA Today“ и „Уолстрийт джърнъл“.
През 2009 г. започва успешно да публикува романите си като електронни книги и привлича вниманието на издателствата.
Става известна с първия си роман „Твърде далеч: Пропадане“ от поредицата „Розмари Бийч“ издаден през 2012 г. След смъртта на майка си, 19-годишната Блеър Уин се преселва във Флорида при новото семейство на баща си. Там среща очарователния и самоуверен 24-годишен Ръш Финли, който не иска да има нищо общо с нея, но ситуацията постепенно се променя.

## Произведения

### Самостоятелни романи
- As She Fades (2018)[1][2]
- About Tomorrow (2020)
- Glitter (2021)
- Lyrics of a Small Town (2021)
- Whispers of a Broken Halo (2022)

### Серия „Морски бриз“ (Sea Breeze)
1. Breathe (2011)[1][2]
Въздух (Фен превод)[4]
2. Because of Low (2012)
Заради Лоу (Фен превод)[5]
3. While It Lasts (2012)
Докато трае (Фен превод)[6]
4. Just For Now (2012)
Само за сега (Фен превод)[7]
5. Sometimes It Lasts (2013)
Понякога продължава (Фен превод)[8]
6. Misbehaving (2013)
Лошо поведение (Фен превод)[9]
7. Bad for You (2014) Зле за теб (Фен превод)
8. Hold on Tight (2014) Дръж се здраво (Фен превод)
9. Until the End (2014) До края (Фен превод)

### Серия „Съществуване“ (Existence)
1. Existence (2012)[1][2]
2. Predestined (2012)
3. Ceaseless (2012)

#### Съпътстващи издания
- Leif (2012)[2]

### Серия „Винсънт Бойс“ (Vincent Boys)
1. The Vincent Boys (2012)[1][2]
2. The Vincent Brothers (2012)

### Серия „Розмари Бийч“ (Rosemary Beach)
1. Fallen Too Far (2012)[1][2]
Твърде далеч: Пропадане, изд.: „Егмонт България“, София (2015), прев. Гергана Дечева
2. Never Too Far (2013)
Твърде далеч: Никога, изд.: „Егмонт България“, София (2015), прев. Гергана Дечева
3. Forever Too Far (2013)
Твърде далеч: Завинаги, изд.: „Егмонт България“, София (2016), прев. Гергана Дечева
4. Rush Too Far (2014)
5. Twisted Perfection (2013)
6. Simple Perfection (2013)
7. Take a Chance (2014)
8. One More Chance (2014)
9. You Were Mine (2014)
10. When I'm Gone (2015)
11. When You're Back (2015)
12. The Best Goodbye (2015)
13. Up in Flames (2016)

#### Съпътстващи издания
- Kiro's Emily (2014)[1]
- Going Too Far (2022)

### Серия „Грешно парти“ (Field Party)
1. Until Friday Night (2015)[1][2] До петък вечер (Фен превод)
2. Under the Lights (2016) Под светлините (Фен превод)
3. After the Game (2017) След играта (фен превод)
4. Losing the Field (2018) Загуба на полето (фен превод)
5. Making a Play (2019) Създаване на игра (фен превод)
6. Game Changer (2022) Промяна на играта (фен превод)
7. The Last Field Party (2022) Последното полево парти (фен превод)

### Серия „Веднъж тя мечтаеше“ (Once She Dreamed)
1. Once She Dreamed: Part One (2016)[1][2]
2. Once She Dreamed: Part Two (2016)

### Серия „Сладко“ (Sweet)
1. Sweet Little Thing (2017)[1][2]Сладко малко нещо (Фен превод)
2. Sweet Little Lies (2017) Сладки малки лъжи (Фен превод)
3. Sweet Little Memories (2017) Сладки малки спомени (Фен превод)
4. Sweet Little Bitch (2018) Сладка малка кучка (Фен превод)

### Серия „Южно от Мейсън Диксън“ (South of the Mason Dixon)
1. Boys South of the Mason Dixon (2017)[1]Момчетата на Юг от Мейсън Диксън (Фен превод)
2. Brothers South of the Mason Dixon (2018)[2]

### Серия „Морски бриз среща Розмари Бийч“ (Sea Breeze Meets Rosemary Beach)
1. Like a Memory (2017)[1][2] Като спомен (Фен превод)
2. Because of Lila (2017) Заради Лайла (Фен превод)
3. Best I've Ever Had (2019)

### Серия „Черни души“ (Black Souls)
1. Charmed Souls (2020)[1][2]

### Сборници
- „Twisted Perfection“ в The Atria Indie Lovers Collection (2013) – с Колийн Хувър и Джейми Макгуайър